# FIFO

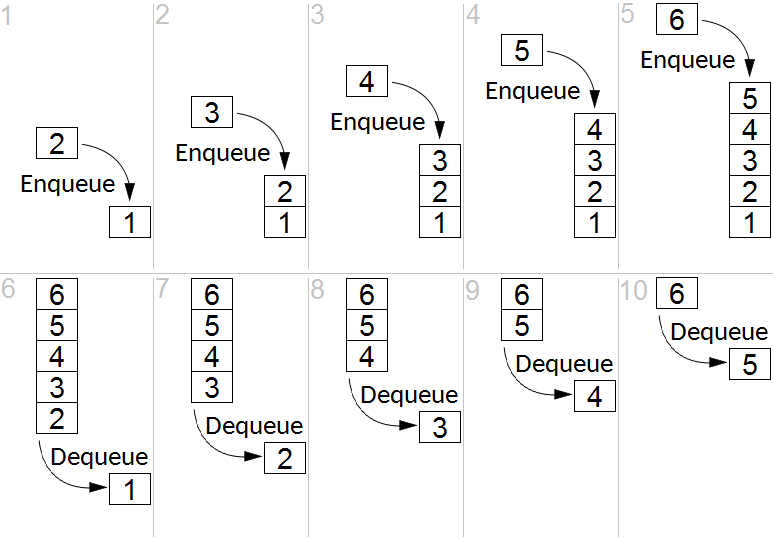
Exemplo de execução de um código FIFO com as operações enqueue (enfileirar) e dequeue (desenfileirar).

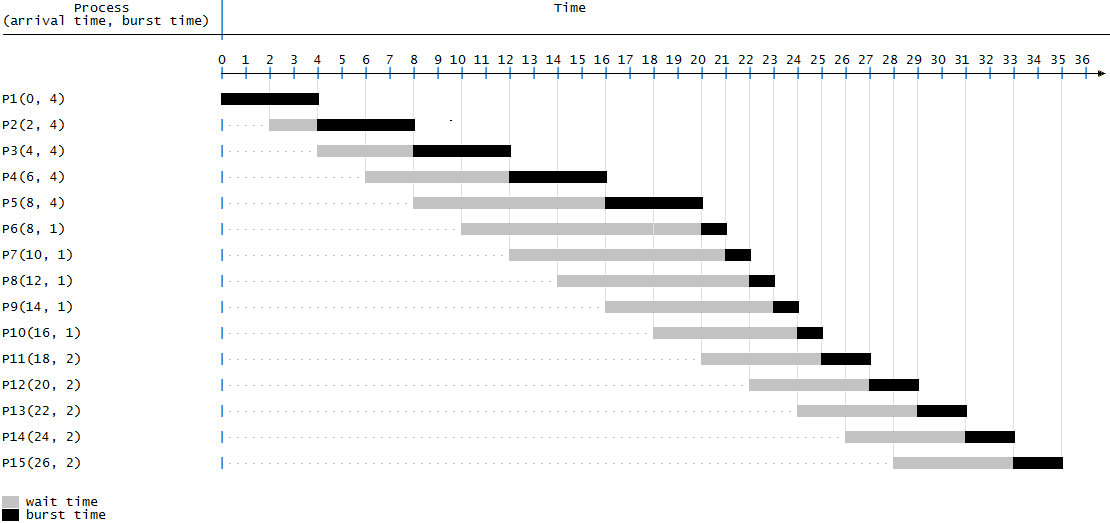
Execução do escalonamento FIFO/FCFS.

Em Ciência da Computação, algoritmo de fila simples, FIFO (do inglês: first in, first out, "primeiro a entrar, primeiro a sair", "PEPS") ou FCFS (do inglês: first come, first served, "primeiro a chegar, primeiro a ser servido") é um algoritmo de escalonamento para estruturas de dados do tipo fila. Apresenta o seguinte critério: o primeiro elemento a ser retirado é o primeiro que tiver sido inserido, é um algoritmo de escalonamento não preemptivo que entrega a CPU os processos pela ordem de chegada. Ele executa o processo como um todo do inicio ao fim não interrompendo o processo executado até ser finalizado, então quando um novo processo chega e existe um ainda em execução ele vai para uma fila de espera. Esta fila de espera nada mais é do que uma fila que organiza os processos que chegam até eles serem atendidos pela CPU.
Neste escalonamento todos os processos tendem a serem atendidos (por isso evita o fenômeno do starvation) ao menos que um processo possua um erro ou loop infinito. O loop infinito irá parar a máquina, pois com o FIFO não terá como dar continuidade a execução dos processos que estão aguardando na fila de espera.
O algoritmo FIFO não garante um tempo de resposta rápido pois é extremamente sensível a ordem de chegada de cada processo e dos antecessores (se existirem) e se processos que tendem a demorar mais tempo chegarem primeiro o tempo médio de espera e o turnaround acabam sendo aumentados.
Pelo critério do primeiro a entrar é o primeiro a ser servido, faz o agendamento de tarefas do sistema operacional dando a cada processo tempo de CPU na ordem em que as demandas são feitas. O oposto de FIFO é LIFO (Last-In, First-Out), que significa "o último a entrar é o primeiro a sair", aonde a entrada mais recente, ou o topo da pilha de processos, é processado primeiro. Já uma fila prioritária não é nem FIFO, nem LIFO, mas pode adotar comportamento similar temporariamente, ou mesmo por padrão.
As listas são amplamente utilizadas em programação para implementar filas de espera. Em uma fila de tipo FIFO os elementos vão sendo colocados na fila e retirados (ou processados) por ordem de chegada. A ideia fundamental da fila é que só podemos inserir um novo elemento no final da fila e só podemos retirar o elemento do início.
É vantajoso por ser o mais simples entre os processos de escalonamento; e todos os processos tendem a serem atendidos. Dentre as desvantagens estão: muito sensível a ordem de chegada; se processos maiores chegarem primeiro aumentarão o tempo médio de espera; não garante um tempo de resposta rápido; não é eficiente em sistemas de tempo compartilhado; e não é eficiente em sistemas em tempo real.

## Aplicações
FIFO são comumente usados em circuitos eletrônicos de buffer e controle de fluxo, que vai desde o hardware até o software. Na forma de um hardware o FIFO consiste basicamente de um conjunto de ler e escrever ponteiros, armazenamento e lógica de controle. Armazenamento pode ser SRAM, flip-flops, fechos ou qualquer outra forma adequada de armazenamento. Para o FIFO, de tamanho não trivial, uma SRAM de porta dupla geralmente é utilizada quando uma porta é usada para a escrita e a outra para leitura.
O FIFO síncrono aonde o mesmo clock é usado para leitura e escrita. Um FIFO assíncrono utiliza diferentes relógios para leitura e escrita. Uma aplicação comum de um FIFO assíncrono utiliza um código de Gray (código binário refletido), ou qualquer unidade de código a distância, para a ler e escrever os ponteiros para garantir a geração de bandeira confiável. Uma nota mais preocupante é que se deve necessariamente usar a aritmética de ponteiro para gerar bandeiras para implementações assíncronas FIFO. Por outro lado, pode-se usar a abordagem de um balde "de fuga" ou a aritmética de ponteiro para gerar bandeiras nas implementações síncronas FIFO.